# Hans Gummel (Mediziner)

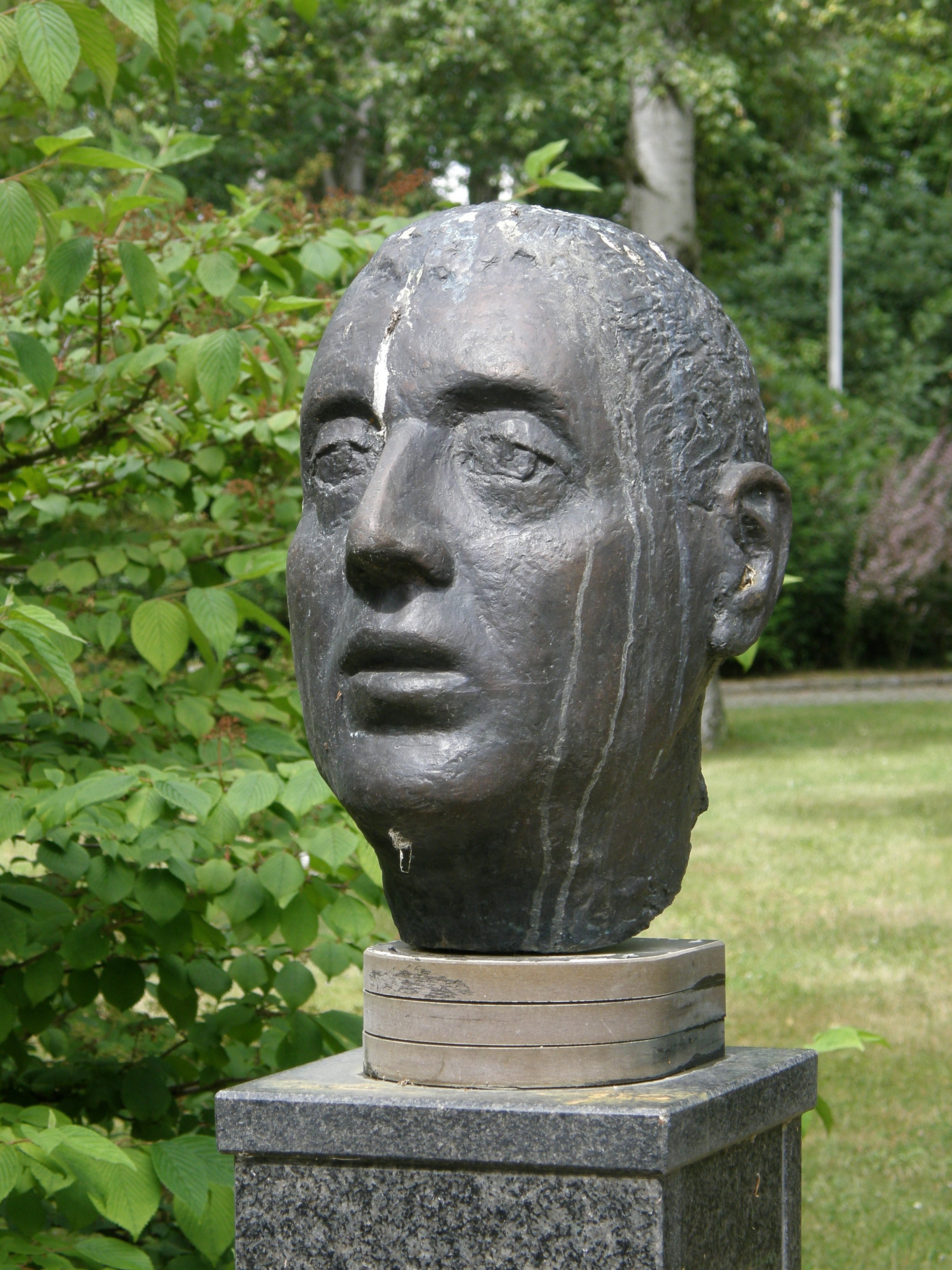
Büste Gummels auf dem biomedizinischen Campus Berlin-Buch

Hans Gummel (* 3. August 1908 in Berlin; † 27. Mai 1973 ebenda) war ein deutscher Chirurg und Onkologe. Er war ab 1955 Direktor der Robert-Rössle-Klinik, einer Forschungsklinik für Krebserkrankungen in Berlin-Buch. Ab 1972 fungierte er als Gründungsdirektor des Zentralinstituts für Krebsforschung der Akademie der Wissenschaften der DDR, das als Nachfolgeeinrichtung der Klinik zur wichtigsten Institution in der Deutschen Demokratischen Republik für die Behandlung und Erforschung von Krebserkrankungen wurde. 

## Leben
Hans Gummel wurde 1908 in Berlin geboren und studierte von 1928 bis 1933 Medizin an den Universitäten Rostock, Innsbruck und Berlin. Er trat zum 1. Mai 1933 der NSDAP bei (Mitgliedsnummer 2.673.216) und war Oberbannführer in der Hitlerjugend. Von 1934 bis 1937 fungierte er als Assistenzarzt unter Robert Rössle am Institut für Pathologie sowie am Institut für Pharmakologie der Berliner Charité, während dieser Zeit promovierte er 1935 an der Universität Berlin. Anschließend wechselte er an die Chirurgische Klinik der Universität Breslau, an der er ab 1939 als Oberarzt tätig war und durch Karl Heinrich Bauer, den späteren Gründer des Deutschen Krebsforschungszentrums in Heidelberg, geprägt wurde.
Nach dem Ende des Zweiten Weltkriegs wirkte er zunächst in Dresden, wo er an der Kinderklinik des Stadtkrankenhauses in Dresden-Johannstadt ein Labor für Geschwulstforschung gründete und leitete sowie darüber hinaus als wissenschaftlicher Leiter eines Betriebes für die Produktion von Penicillin in der sowjetischen Besatzungszone fungierte. Ab 1948 war er als Chefarzt und ab 1955 als Direktor der neugegründeten Klinik für Geschwulstkrankheiten am Institut für Medizin und Biologie der Deutschen Akademie der Wissenschaften tätig, die ab 1959 nach Robert Rössle benannt war. 1959/60 war er Vorsitzender der Berliner Chirurgischen Gesellschaft.
Im Jahr 1953 wurde er von der Akademie zum Professor ernannt. Zehn Jahre später entstand aus der Robert-Rössle-Klinik und dem Akademie-Institut für experimentelle Krebsforschung das Institut für Krebsforschung. Aus diesem ging 1972 das Zentralinstitut für Krebsforschung hervor, als dessen Direktor Hans Gummel von der Gründung des Instituts bis zu seinem Tod fungierte. Sein Nachfolger wurde 1974 Stephan Tanneberger, nachdem zunächst Gummels Stellvertreter Arnold Graffi und Theodor Matthes gemeinsam die kommissarische Leitung des Instituts übernahmen hatten.

Grab

Er ist auf dem Friedhof der Dorotheenstädtischen und Friedrichswerderschen Gemeinden beigesetzt.

## Wirken
Das ärztliche und wissenschaftliche Interesse von Gummel galt insbesondere der Erforschung der Entstehung von Brustkrebs sowie der Früherkennung des Bronchial- und des Magenkarzinoms. Der Bettenbestand der Robert-Rössle-Klinik stieg unter seiner Leitung von 55 im Jahr 1949 auf 220; darüber hinaus entstanden an der Klinik mehrere neue Abteilungen. 

## Auszeichnungen
Gummel erhielt 1959 den Nationalpreis der DDR II. Klasse und wurde 1961 zum ordentlichen Mitglied der Deutschen Akademie der Wissenschaften zu Berlin gewählt, drei Jahre später folgte die Aufnahme in die Deutsche Akademie der Naturforscher Leopoldina. Die Gesellschaft für Geschwulstbekämpfung der DDR, deren Vorsitzender und Ehrenmitglied er 1971 wurde, verlieh ihm zum Gedenken die Hans-Gummel-Medaille. 1973 wurde er mit dem Vaterländischen Verdienstorden in Gold ausgezeichnet. Auf dem biomedizinischen Campus in Berlin-Buch trägt ein Gästehaus des Max-Delbrück-Centrums für Molekulare Medizin, der Nachfolgeeinrichtung des Zentralinstituts, seinen Namen.

## Darstellung Gummels in der bildenden Kunst der DDR
- Doris Kahane: Prof. Dr. H. Gummel (Tafelbild, Gouache, 1967)[5]

## Werke
- Hormone in Genese und Therapie des Mammacarcinoms. Reihe: Abhandlungen der Deutschen Akademie der Wissenschaften zu Berlin. Akademie-Verlag, Berlin 1967 (als Herausgeber)
- Symposium über den Brustdrüsenkrebs. Reihe: Abhandlungen der Akademie der Wissenschaften der DDR. Akademie-Verlag, Berlin 1973 (als Herausgeber)